# ديف براون (لاعب دوري الرغبي)
ديف براون (بالإنجليزية: Dave Brown)‏ هو لاعب دوري الرغبي أسترالي، ولد في 5 ديسمبر 1957 في أستراليا.